# Prowincja General Sánchez Cerro
Prowincja General Sánchez Cerro (hiszp. Provincia de General Sánchez Cerro) – jedna z trzech prowincji, które tworzą region Moquegua w Peru.
Prowincja powstała 3 kwietnia 1936 zgodnie z ustawą nr 8230, podczas rządów gen. Óscara R. Benavides. Z punktu widzenia Kościoła katolickiego jest częścią diecezji Tacna i Moquegua, które z kolei należy do archidiecezji Arequipa.

## Podział administracyjny
Prowincja General Sánchez Cerro dzieli się na 11 dystryktów:
- Omate
- Chojata
- Coalaque
- Ichuña
- La Capilla
- Lloque
- Matalaque
- Puquina
- Quinistaquillas
- Ubinas
- Yunga

## Demografia
Według spisu ludności 2007 w prowincji było 24.904 mieszkańców.